# 兵頭冽
兵頭 冽（ひょうどう ただし、1934年8月9日 - 2013年8月）は、愛媛県出身のプロ野球選手。ポジションは内野手。

## 来歴・人物
八幡浜高校時代に若林忠志のスカウトを受け、1953年に毎日オリオンズへ入団。毎日時代は2年間で25試合の出場に留まった。
1955年に同年より若林がコーチに就任したトンボユニオンズに移籍。長身を活かした力強スイングを評価され、春のキャンプでは主力級の扱いを受けた。しかし、兵頭は周囲の期待に応えられず一割台の打率に低迷した。なお、8月2日の毎日戦に「高校時代に投手をやっていたから」との理由で敗戦処理ながら投手として初登板し、無失点に抑える。この起用に対しては、兵頭本人も「まさか本当に登板するとは」と苦笑したという。さらに、10日の西鉄戦も無失点に抑えるが、11日の西鉄戦で2回を6安打6失点と打ち込まれると、以降は投手としての出番はなかった。1956年は130試合に出場するなど出番を増やすが、2年連続で打率一割台に終わり、レギュラー獲得はならなかった。
1957年シーズン前に高橋の解散に伴って、選手が近鉄・東映・大映の下位3球団に分配されることになる。ここで、兵頭は競合する正一塁手が既に31歳の武智修であった近鉄パールスに自ら希望して移籍した。近鉄では前半戦こそ出番が少なかったものの、後半は君野健一・武智修を押しのけて一塁手のレギュラーを奪取。シーズンでも一塁手としてチーム最多の72試合に出場するが、打率.152、9打点と打撃は奮わなかった。1958年になると、大映から移籍した加藤晃郎が正一塁手となって、兵頭の出番は極端に減り、同年限りで現役引退した。
引退後は社会人野球でプレーした。
2013年8月に死去。
野球文化論などに精通する歴史学者の池井優は、小学生時代の同級生だった。

## 詳細情報

### 年度別打撃成績
| 年 度     | 球 団       | 試 合 | 打 席 | 打 数 | 得 点 | 安 打 | 二 塁 打 | 三 塁 打 | 本 塁 打 | 塁 打 | 打 点 | 盗 塁 | 盗 塁 死 | 犠 打 | 犠 飛 | 四 球 | 敬 遠 | 死 球 | 三 振 | 併 殺 打 | 打 率 | 出 塁 率 | 長 打 率 | O P S |
| --------- | ----------- | ----- | ----- | ----- | ----- | ----- | -------- | -------- | -------- | ----- | ----- | ----- | -------- | ----- | ----- | ----- | ----- | ----- | ----- | -------- | ----- | -------- | -------- | ----- |
| 1953      | 毎日        | 4     | 2     | 2     | 0     | 0     | 0        | 0        | 0        | 0     | 0     | 0     | 0        | 0     | --    | 0     | --    | 0     | 0     | 0        | .000  | .000     | .000     | .000  |
| 1954      | 毎日        | 21    | 31    | 31    | 0     | 3     | 1        | 0        | 0        | 4     | 2     | 0     | 0        | 0     | 0     | 0     | --    | 0     | 13    | 0        | .097  | .097     | .129     | .226  |
| 1955      | トンボ 高橋 | 89    | 98    | 89    | 15    | 17    | 1        | 2        | 0        | 22    | 7     | 3     | 5        | 0     | 1     | 8     | 0     | 0     | 14    | 0        | .191  | .258     | .247     | .505  |
| 1956      | トンボ 高橋 | 130   | 328   | 299   | 32    | 58    | 3        | 7        | 3        | 84    | 16    | 5     | 6        | 2     | 0     | 26    | 0     | 1     | 60    | 1        | .194  | .261     | .281     | .542  |
| 1957      | 近鉄        | 81    | 186   | 165   | 15    | 25    | 5        | 3        | 0        | 36    | 9     | 6     | 3        | 2     | 2     | 17    | 2     | 0     | 29    | 2        | .152  | .231     | .218     | .449  |
| 1958      | 近鉄        | 8     | 9     | 8     | 0     | 0     | 0        | 0        | 0        | 0     | 0     | 0     | 1        | 0     | 0     | 1     | 0     | 0     | 3     | 0        | .000  | .111     | .000     | .111  |
| 通算：6年 | 通算：6年   | 333   | 654   | 594   | 62    | 103   | 10       | 12       | 3        | 146   | 34    | 14    | 15       | 4     | 3     | 52    | 2     | 1     | 119   | 3        | .173  | .241     | .246     | .487  |

- トンボ（トンボユニオンズ）は、1956年に高橋（高橋ユニオンズ）に球団名を変更

### 背番号
- 47 （1953年）
- 26 （1954年）
- 3 （1955年 - 1956年）
- 4 （1957年 - 1958年）